# Fontana (Duchamp)
Fontana è un'opera ready-made realizzata dall'artista Marcel Duchamp nel 1917. Non fu mai esposta al pubblico e andò successivamente perduta.
Consiste in un comune orinatoio, firmato "R. Mutt" e intitolato Fontana; viene considerata da alcuni storici dell'arte e teorici specializzati una delle maggiori opere d'arte del ventesimo secolo. Dal 1964 esistono nel mondo sedici repliche dell'oggetto.

## Storia

### La genesi dell'opera

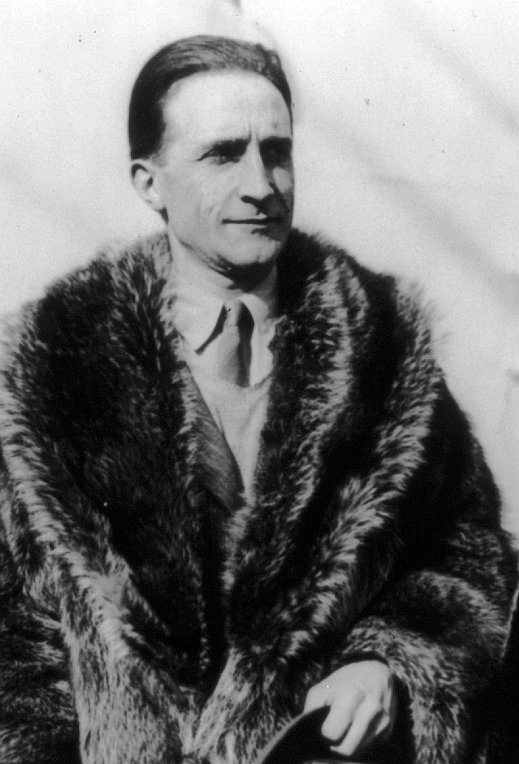
Marcel Duchamp

Nel 1915, due anni prima di concepire Fontana, Marcel Duchamp giunse negli Stati Uniti dove divenne più tardi membro del Dada, un movimento che si dichiarava anti-razionale e anti-artistico.
Secondo un'interpretazione, Fontana venne realizzata quando Duchamp acquistò, a New York, un comune orinatoio modello Bedfordshire. Giunto nel proprio studio, l'artista ruotò di novanta gradi l'oggetto e vi scrisse "R. Mutt 1917". Secondo un'altra versione, l'opera è il risultato di una collaborazione. In una lettera del 1917 scritta alla sorella Suzanne, Duchamp confessa di aver concepito il ready-made grazie ad una sua amica, che gli inviò l'orinatoio con lo pseudonimo "Richard Mutt". Duchamp non identifica la sua misteriosa collaboratrice, ma dichiarò che poteva trattarsi dell'artista Elsa von Freytag-Loringhoven, o Louise Norton, che scrisse più tardi l'articolo dedicato all'opera sulla rivista dada The Blind Man.
Poiché il dadaismo ebbe origine a Zurigo nel 1916, è improbabile che Duchamp fosse coinvolto nel movimento già dal 1915. In un articolo online scritto su Tout-Fait, Rhonda Roland Shearer afferma che nessuno studioso trovò, prima del 1917, anno in cui venne realizzata l'opera, cataloghi che pubblicizzavano lo stesso modello di orinatoio.

### La mancata presentazione al pubblico e le reazioni della critica
In quel periodo, Duchamp era membro del consiglio della Society of Independent Artists. Dopo un lungo dibattito con gli altri membri del gruppo, in cui si discusse sull'artisticità di Fontana (molti ignoravano che fosse di Duchamp), il lavoro non venne mostrato durante quella che doveva essere la sua prima esposizione. In segno di protesta, Duchamp si dimise dalla commissione.

La prima apparizione del ready-made avvenne attraverso un articolo di Louise Norton (con una fotografia di Alfred Stieglitz intitolata polemicamente The exhibit refused by the independents e una poesia di Charles Demuth), sul secondo ed ultimo numero di The Blind Man, la rivista Dada fondata da Duchamp stesso e da Henri-Pierre Roché nel 1917. Nell'articolo, che si rivelò molto influente nell'arte che seguì la concezione di Fontana, è scritto:
 Difendendo l'artisticità del ready-made, Louise Norton dichiarò che "le uniche opere d'arte che l'America ha dato sono le sue tubazioni e i suoi ponti". Duchamp sottolineò che aveva avuto l'intento di spostare l'attenzione e l'interpretazione artistiche dall'aspetto fisico a quello intellettuale.
Ad ogni modo, non si andò oltre questa presentazione e Fontana non venne mai esposta in pubblico.
Menno Hubregtse della University of Victoria sostiene che Duchamp potrebbe aver scelto di realizzare un ready-made per parodiare una citazione di Robert J. Coady, secondo cui le macchine industriali sono una "pura forma d'arte americana". Coady, nella sua rivista The Soil, pubblicò nel 1916 una recensione molto negativa di Ritratto di Marcel Duchamp (scultura fatta su misura) di Jean Crotti. Hubregtse sostiene inoltre che l'urinale di Duchamp sia un'evidente risposta a Coady che considerò la scultura di Crotti "l'espressione universale di un... idraulico".

### Lo smarrimento e le repliche
Poco tempo dopo la sua prima esibizione, Fontana venne perduto. Secondo Calvin Tomkins, l'oggetto fu probabilmente gettato nella spazzatura da Stieglitz. Tale sorte del resto capitò a numerosi dei primi ready-made dell'artista.
Tuttavia, negli anni vennero realizzate diverse repliche dell'opera. La prima venne autorizzata da Duchamp nel 1950 per una mostra avvenuta a New York. Altre due copie vennero realizzate nel 1953 e nel 1963, mentre, durante l'anno seguente, Duchamp ne commissionò otto. Le varie copie degli orinatoi vennero distribuite in vari musei del mondo quali l'Indiana University Art Museum, il San Francisco Museum of Modern Art, il Philadelphia Museum of Art, la National Gallery of Canada, il Centre Georges Pompidou, il MAMAC, la Tate Modern e la Scottish National Gallery of Modern Art. Le ultime otto repliche vennero realizzate in ceramica dipinta e lucidata in modo da simulare la porcellana dell'opera originale, mentre la loro firma è in vernice nera.
Il prezzo più alto attualmente raggiunto da una replica, edizione o lavoro contenente tracce dell'opera originale, è quello di una delle otto copie che Duchamp fece realizzare nel 1964. Il suo prezzo è pari a 1,7 milioni di dollari, e venne acquistata tramite Sotheby's nel 1999.
Nel 2006, una replica della Fontana venne danneggiata, durante una mostra organizzata nel Centre Pompidou, da un artista di nome Pierre Pinoncelli. Sebbene, secondo quanto dichiarò, fosse intenzionato a rendere onore a Duchamp, l'attentatore venne arrestato.
In diverse occasioni, numerosi artisti urinarono nella Fontana in segno di omaggio. Fra essi vi sono Kendell Geers, Brian Eno, e il duo Yuan Chai/Jian Jun Xi.

## Interpretazioni

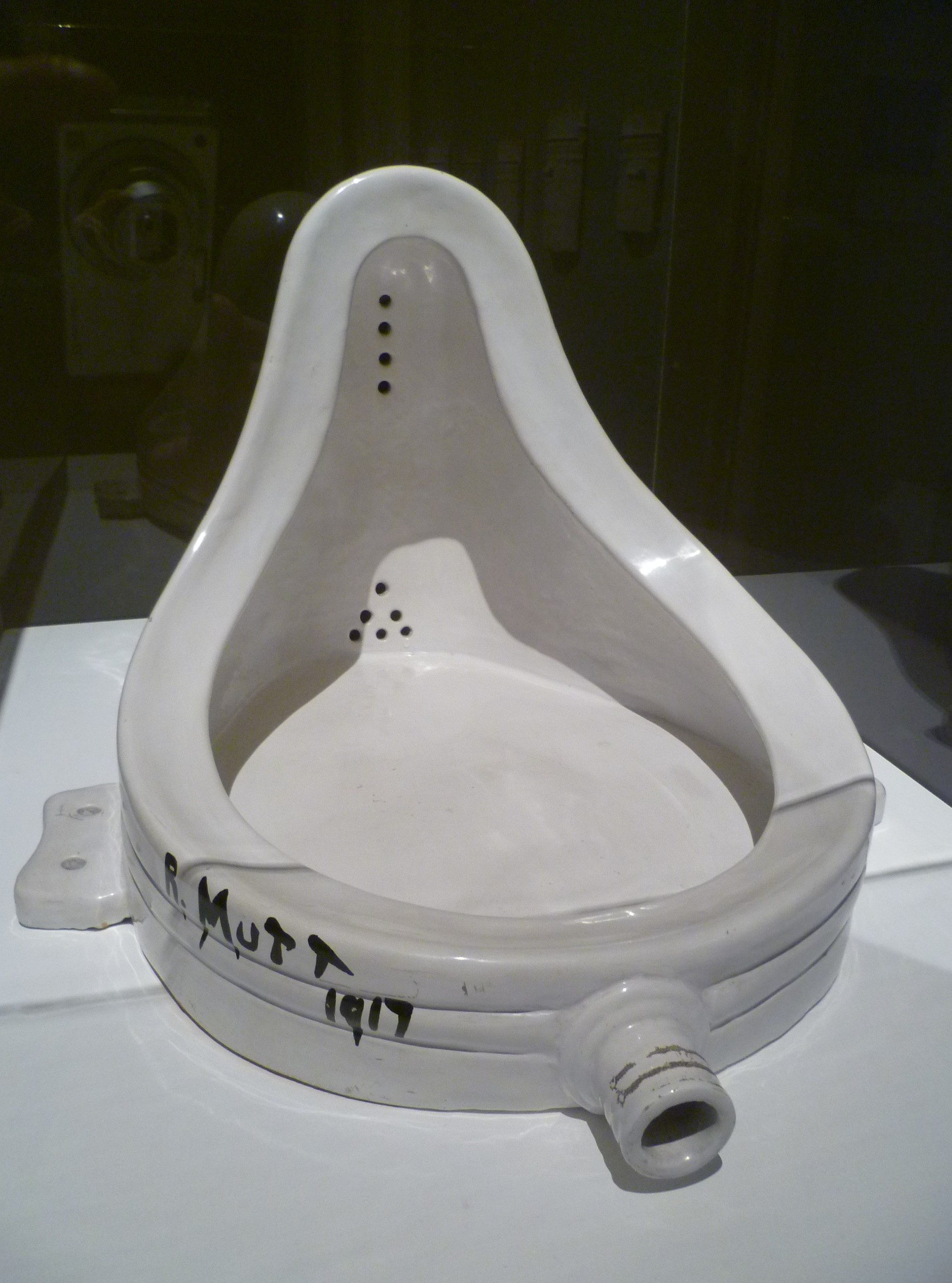
Replica dell'opera nella Scottish National Gallery of Modern Art

Il significato concettuale ermetico di Fontana l'ha resa probabilmente il ready-made più famoso di Duchamp. Il filosofo Stephen Hicks ha sostenuto che l'autore, essendo un buon conoscente della storia dell'arte europea, stava ovviamente facendo una dichiarazione provocatoria:
Osservando la fotografia di Stieglitz, Tomkins dichiarò che "non è necessario un grande sforzo di immaginazione per vedere nelle forme gentilmente fluide dell'orinatoio rovesciato la testa velata di una classica madonna rinascimentale, o un Buddha seduto, o una delle forme eleganti ed erotiche di un'opera del Brâncuși."
Il nome "R. Mutt" con cui è stata firmata la Fontana è stato interpretato da più parti diversamente. Ad esempio, alcuni lo riconducono al fumetto Mutt and Jeff, mentre altri sostengono che fa riferimento alla parola tedesca "armut", che significa "povertà". Tuttavia, Duchamp suggerì che la "R" indicava la parola "Richard", che nello slang francese fa riferimento ad un sacco contenente denaro; di conseguenza, l'opera diviene, attraverso un gioco di parole concettuale, una sorta di "vitello d'oro scatologico".

## Influenza
Nel 2004, Fontana di Duchamp venne considerata l'opera d'arte più influente del ventesimo secolo da un gruppo di cinquecento esperti selezionati. The Independent dichiarò nel 2008 che con quest'opera Duchamp inventò l'arte concettuale e "separò definitivamente il legame tradizionale che vi era fra l'opera e il suo valore."
Jerry Saltz scrisse su The Village Voice nel 2006: